# Harry Blackstaffe

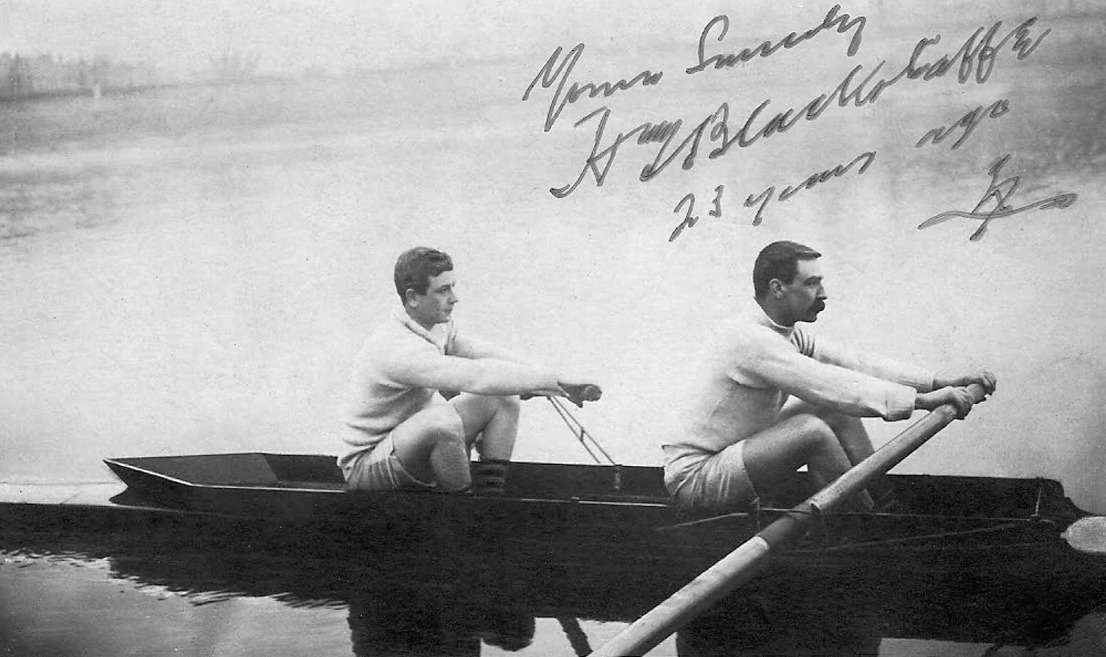
Harry Tate und Harry Blackstaffe (rechts)

Henry Thomas „Harry“ Blackstaffe (* 28. Juli 1868 in Islington; † 22. August 1951 in West Wickham) war ein englischer Ruderer, der 1908 Olympiasieger im Einer wurde.
Blackstaffe war einer der erfolgreichsten britischen Einer-Ruderer seiner Zeit. Neunmal gewann er den London Cup. 1897 siegte er erstmals bei den Wingfield Sculls auf der Themse, diesen Sieg konnte er viermal wiederholen: 1901, 1905, 1906 und 1908. 1906 gewann Blackstaffe die Diamond Sculls, das Einerrennen der Henley Royal Regatta, wobei es für den gelernten Metzger Blackstaffe sehr schwer gewesen war, überhaupt die Zulassung für die Henley Regatta zu erhalten, verdiente er doch sein Geld mit seiner Hände Arbeit, was dem Amateurgedanken von Henley widersprach. Blackstaffe, der für den Vesta Rowing Club antrat, konnte sich bei den Olympischen Spielen 1908 für das in Henley ausgetragene Finale qualifizieren, indem er den Kanadier Walter Bowler und den Deutschen Bernhard von Gaza besiegte. Im Finale traf Blackstaffe drei Tage nach seinem 40. Geburtstag auf seinen 20 Jahre jüngeren Landsmann Alexander McCulloch, den Blackstaffe erst kurz vor der Ziellinie distanzieren konnte. Mit seinem Sieg wurde Blackstaffe zum ältesten Einer-Olympiasieger in der olympischen Geschichte. (Stand 2008)
Blackstaffe erhielt die Ehrung Freeman of the City of London und war später Vizepräsident des britischen Ruderverbandes. 